# Винтажный анализ
Винтажный или когортный анализ (vintage / cohort analisis) - часть поведенческого анализа, заключающаяся в анализе поведенческих закономерностей однородных групп клиентов (пользователей, заёмщиков) на протяжении их жизненного цикла. Обычно подразумеваются группы по времени появления (период выдачи кредита, регистрации пользователя и т.д.) - так называемые когорты или винтажи или поколения (кредитов).  
В качестве характеристик могут выступать различные показатели, однако, обычно подразумевается показатель накопленной доли дефолтных кредитов в общем количестве выданных кредитов в рамках данного поколения в зависимости от срока "созревания" поколения. Такой анализ позволяет оценить зависимость вероятности дефолта от времени (с момента выдачи кредита). Дополнительными параметрами однородности выступают например, тип и срок кредита (диапазон срока).